# (87269) 2000 OO67
(87269) 2000 OO67 – planetoida z grupy obiektów transneptunowych należąca do dysku rozproszonego.

## Odkrycie
Planetoida ta została odkryta 29 lipca 2000 roku w Obserwatorium Cerro Tololo w Chile. Odkrycia dokonano w ramach programu Deep Ecliptic Survey. Nazwa planetoidy jest oznaczeniem tymczasowym.

## Orbita
Orbita (87269) 2000 OO67 nachylona jest do płaszczyzny ekliptyki pod kątem 20,8°. Na jeden obieg wokół Słońca ciało to potrzebuje około 11,5 tysiąca lat, krążąc w średniej odległości ok. 510 j.a. od Słońca. Mimośród orbity tej planetoidy to 0,9593.

## Właściwości fizyczne
(87269) 2000 OO67 ma średnicę około 64 km. Jego jasność absolutna to 9,2m. Ponieważ krąży bardzo daleko od Słońca, jest ciałem bardzo zimnym – średnia temperatura na jej powierzchni to zaledwie ok. 12 K.